# Mark Adickes
Mark Stephen Adickes (Stoccarda, 22 aprile 1961) è un ex giocatore di football americano statunitense che ha giocato nel ruolo di offensive guard nella National Football League (NFL). Al college giocò a football alla Baylor University.

## Carriera professionistica
Adickes fu scelto nel corso del primo giro del Draft supplementare del 1986 dai Kansas City Chiefs, con cui rimase fino al 1989. Nel 1990  firmò coi Washington Redskins, con cui disputò due stagioni e nel 1991 vinse il Super Bowl XXVI contro i Buffalo Bills.

## Palmarès

### Franchigia
- Super Bowl : 1

Washington Redskins: XXVI
- National Football Conference Championship: 1

Washington Redskins: 1991

## Statistiche
| Partite totali      | 77 |
| Partite da titolare | 49 |